# 国道15号 (芬兰)
国道15号（芬蘭語：Valtatie 15）是一条南北方向从海岸城市科特卡到米凯利的公路，全长158公里。公路除在稍大的城市内有短暂的四车道外，其余全是两车道。该公路是芬兰东南部工业的重要交通纽带。

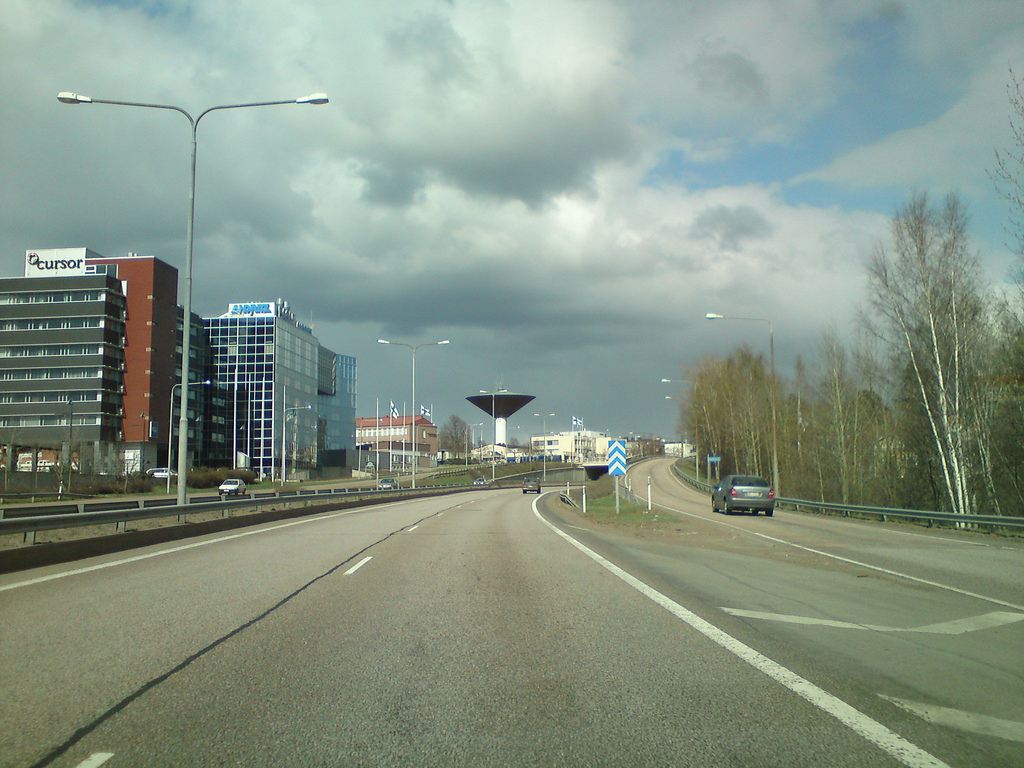
在科特卡市区的国道15号